# Amphicnaeia zonata
Amphicnaeia zonata là một loài bọ cánh cứng trong họ Cerambycidae.